# Stillhetens yoga
Stillhetens yoga är en form av kristen yoga. Det är en övningshelhet som har utvecklats av sjukhusprästen, retreatledaren och yogaläraren Heli Harjunpää. I den kombineras övningar som baserar sig på hathayoga med den kristna spiritualitetens tradition och den kristna bönen.
Det finskspråkiga ordparet Hiljaisuuden jooga är sedan 2019 en registrerad yogagren. Stillhetens yogaledare har utbildats sedan år 2019. Utbildningen är obligatorisk för den som leder Stillhetens yoga. Över hundra personer har gått utbildningen, de flesta av dem medarbetare inom evangelisk-lutherska kyrkan i Finland i Finland. Stillhetens yoga är den i Finland mest kända formen av kristen yoga och den ordnas i flera församlingar. Bland annat har biskopen i Åbo ärkestift Mari Leppänen gått Stillhetens yoga® ledarutbildning och berättar om det (på finska) i en intervju i YLE.
Benämningen ”Stillhetens yoga” registrerades  2023. Prästen och Stillhetens yogaläraren Maria Repo-Rostedt har översatt den ledarguiden till svenska. Hon har också utbildat de första svenskspråkiga ledarna. Översättningen till engelska är under arbete.
På föreningen Hiljaisuuden ystävät r.y. finns en beskrivning av Stillhetens yoga som fritt översatt lyder så här: ”Stillhetens yoga hör till mystikens teologi, den erfarenhetsbetonade, lyssnande bönen och kontemplationen. Stillhetens yogaövningarna är ”tystnadsbad” (jämför språkbad) för hela mänskan – kroppen, psyket och andligheten. I dem rör man sig mot den inre stillheten, en andlig dimension, där psyket stillar sig och öppnar sig för att erfara Guds närvaro. Övningarna bildar en enhetlig meditativ helhet, en miniretreat.”
Heli Harjunpää har beskrivit kristen yoga och bakgrunden till Stillhetens yoga i böckerna Hiljaisuuden tie (Kirjapaja 2018), Kiitollisuuden jooga (Kirjapaja 2019) och Hiljaisuuden jooga (Hiljaisuuden Ystävät ry. 2022). Den sistnämnda finns översatt till svenska med rubriken Stillhetens yoga (Hiljaisuuden Ystävät ry. 2024).